# Luke Hoß
Luke Hoß (ur. 3 września 2001 w Bad Cannstatt) – niemiecki polityk, działacz Die Linke, deputowany do Bundestagu (od 2025). Jest najmłodszym posłem w 21. kadencji Bundestagu oraz pierwszym parlamentarzystą urodzonym w XXI wieku.

## Życiorys
W 2020 roku ukończył szkołę średnią w Fellbach, uzyskując świadectwo maturalne. Następnie w 2021 roku rozpoczął studia prawnicze na Uniwersytecie w Pasawie, a w 2023 roku otrzymał stypendium Fundacji im. Róży Luksemburg. W 2023 roku wstąpił do partii Lewica (Die Linke). Rok później objął funkcję przewodniczącego struktur partii w Pasawie oraz został członkiem zarządu okręgowego Dolnej Bawarii. Jest także członkiem Związku Nauczycielstwa Niemieckiego, Stowarzyszenia Demokratycznych Prawniczek i Prawników oraz Związku Ochrony Przyrody w Bawarii.
W przedterminowych wyborach w 2025 roku po raz pierwszy uzyskał mandat posła do Bundestagu. Po wyborze do Bundestagu zadeklarował, że będzie zatrzymywał jedynie 2500 euro miesięcznie ze swojego wynagrodzenia parlamentarnego, a pozostałą kwotę przeznaczy na cele społeczne oraz wsparcie różnych inicjatyw. Jak podkreślił, jego decyzja wynikła z przekonania, że środki publiczne powinny trafiać tam, gdzie są najbardziej potrzebne.